# Premis Ondas 2020
Els Premis Ondas 2020 van ser la seixanta-setena edició dels Premis Ondas, atorgats el 28 d'octubre de 2020. En aquesta edició els Premis Ondas baten rècord de participació i superen les 490 candidatures procedents de 20 països d'arreu del món. La cerimònia d'entrega es va fer en streaming des de Barcelona.

## Premis Ondas Internacionals de Ràdio
- Premio Ondas Internacional de Radio: Vier Schüsse und das Schweigen danach - Der Fall Hussam Fadl de Rundfunk Berlin-Brandenburg
- Menció Especial del Jurat: Programa especial "Por todos los medios", Radio Caracas Radio en su 90 aniversario

## Premis Ondas Internacionals de Televisió
- Premi Ondas Internacional de Televisió: L'amica geniale. Storia del nuovo cognome de la Rai
- Menció Especial del Jurat: Beethoven's Ninth: Symphony for the World de Deutsche Welle, ZDF i Arte.

## Premis Ondas Nacionals de Ràdio
- Millor programa: Carrusel Deportivo i Tiempo de juego (ex aequo)
- Millor programación especial: Serveis Informatius (Cadena SER)
- Millor idea radiofònica: Radio Vital, de la Residencia y Centro de día Los Llanos Vital
- Premi a la trayectoria: Fernando Ónega
- Millor podcast: XRey (Spotify)
- Premi Ondas especial del jurat: Anda ya! de Los 40 dirigit i presentat per Cristina Boscá i Dani Moreno 'El Gallo'.

## Premis Ondas Nacionals de Televisió
- Millor programa d'entreteniment: Masterchef de La 1.
- Millor programa d'actualitat: Telediario 2 de La 1 per l'especial informatiu 'Vuelta al Cole'
- Millor presentador: Michael Robinson
- Millor presentadora: Mavi Doñate (corresponsal) de Telediario.[4]
- Millor sèrie espanyola de comèdia: Mira lo que has hecho
- Millor sèrie espanyola de drama: Patria
- Millor intèrpret de ficció masculí nacional: Enric Auquer per Vida perfecta
- Millor intèrpret de ficció femení nacional: Jedet, Daniela Santiago i Isabel Torres (ex aequo) per Veneno[5]
- Millor programa emès per emissores o cadenes no nacionals: Esto no se pregunta: "Enfermedades mentales", de Telemadrid.
- Millor contingut o plataforma d'emissió digital: Mil mujeres asesinadas, de Televisión Española.

## Premis Ondas de Música
- Premi Nacional de música a la trajectòria: Joaquín Sabina
- Fenomen musical de l'any: Alerta Roja Eventos
- Menció especial del jurat: Luis Eduardo Aute (in memoriam)

## Premis Ondas Nacionals de Publicitat en Ràdio
- Millor campanya de publicitat en ràdio: "Medidas concretas Bankinter" de Sioux meet Cyranos i "Cuñas refugiadas" de Pingüino Torreblanca (ex aequo)
- Millor agència de ràdio: Mono Madrid